# Gut Ettenhausen

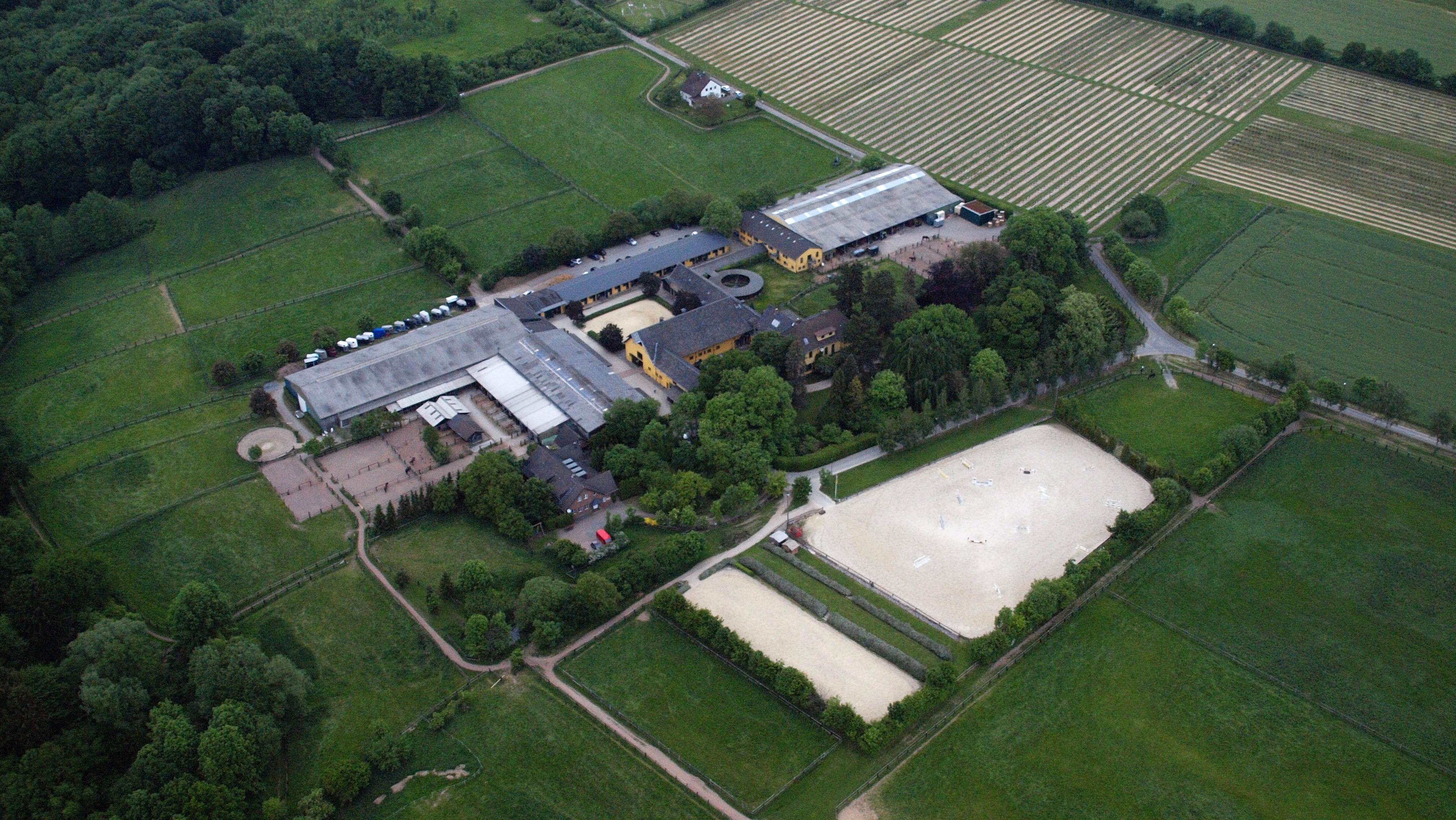
Luftaufnahme der Gutsanlage aus dem Jahr 2015

Das Gut Ettenhausen in der Ettenhausener Straße 91 im Bonner Ortsteil Hoholz ist ein ehemaliges Klostergut. Die zu einem Reitsportzentrum ausgebaute Anlage steht unter Denkmalschutz.

## Geschichte
Der Besitz Ettenhausen (damals auch: Ettenhusen oder Ettenhuysen) wurde erstmals Ende des 14. Jahrhunderts bei einem Rechtsstreit als Eigentum des Dietrich von Markelsbach erwähnt. Der Pachtzehnte wurde an das Bonner Cassiusstift entrichtet. Ein späterer Eigentümer war Ludwig von Roede. Unter Heinrich Vroymerliff, Professmönch und Bevollmächtigter der Zisterzienser-Abtei in Heisterbach, gelangte der Hof im Jahr 1423 in den Besitz der Heisterbacher Mönche. Er wurde verpachtet. Ab dem 17. Jahrhundert ist die Familie Lichtenberg als Pächter des Hofes bezeugt. Ein erhaltener und in einen späteren Neubau eingemauerter Holzbanken trägt die Inschrift:

„DEN 23 J L 1681 HABEN WIR BAUEN LASEN MICHAEL * LICHTENBERG UND MARIA GERDRAUT SCHMITZ EHLEUT“

1803 umfasste der Landbesitz 94 Morgen Acker und 234 Morgen Wiesen und Wald. Nach der einsetzenden Säkularisation der rechtsrheinischen Gebiete blieb eine Anfrage Hoholzer Bürger an die Bergische Separatkommission zur Pachtung des Ettenhausener Hofes erfolglos. Im Jahr 1821 erwarb die Pächterfamilie Lichtenberg den Hof aus dem Klosterbesitz.
Etwa Mitte der 1840er Jahre geht der Hof vermutlich (jedenfalls großteils) an Josef Becker über, der 1848 als „Gutsbesitzer auf Ettenhausen“ benannt wird. Becker war Ortsvorsteher in Stieldorf und 1848 stellvertretender Abgeordneter der Preußischen Nationalversammlung für den Bezirk Bonn-Siegkreis sowie 1849 Mitglied der Zweiten Kammer des Preußischen Landtags.
1882 war das Eigentum am Gut dreigeteilt: Joseph Becker 30 ha, Leb. Ermekeil 30 ha und eine Frau Lichtenberg 25 ha.
Hauptmann Moritz Rumler erwarb etwa um 1900 die drei Ettenhausener Höfe wie auch den Ungartener Hof in der Mersbachtalsenke. Er ließ alle Höfe abreißen und baute eine neue Gutsanlage anstelle der alten Ettenhausener Hofstelle. Der gemeinsame Hof umfasste nun 106 Hektar Landbesitz. Unter dem nachfolgenden Gutsbesitzer, Albert Ernst Broschek, entstanden 1936 neue Hofgebäude sowie ein repräsentatives, zweistöckiges Wohnhaus. Nach dem Zweiten Weltkrieg wurde Freiherr Hasso von Diergardt Eigentümer des Gutes. Nachdem Ende der 1970er die Familie von Kempis rund ein Jahrzehnt den Hof besaß, ging er Anfang der 90er Jahre an das Unternehmen Montex, einer Tochtergesellschaft der Omya-Gruppe über, die in der Villa die Büroräume der Mischkalk-Zentrale Gut Ettenhausen unterhielt; die Wirtschaftsgebäude und Ländereien waren verpachtet. Auf einem Teilstück der ehemaligen Ackerfläche errichtete die Landwirtschaftskammer Rheinland ihr Institutszentrum, u. a. mit der Bonner Landwirtschaftlichen Untersuchungs- und Forschungsanstalt (LUFA). Seit 1994 ist die Familie Apel Eigentümer des Hofes und seines rund 60 Hektar großen Landbesitzes.
Verwaltungsmäßig gehört Ettenhausen seit der Kommunalreform von 1969 zum Bonner Ortsteil Hoholz, davor seit der napoleonischen Gebietsreform 1808 zu Stieldorf (oder zunächst zu Vinxel und später zusammen mit Vinxel zu Stieldorf).

## Heute
Der Hof wird heute als Reitsportzentrum genutzt. Pferdebesitzer können hier ihre Tiere einstellen, auf eigenen Pferden werden Reitstunden und Lehrgänge angeboten. Der Komplex besteht neben den beiden Wohnhäusern und den teilweise zweigeschossigen, historischen Pferdestallungen aus drei Reithallen (1625, 1200 und 800 Quadratmeter), zwei Dressurvierecken (1200 und 500 m²), einer überdachten Führanlage und einem Außenspringplatz (6000 m²). Daneben gibt es eine Schmiede, ein Casino und einen Longierzirkel. Es stehen mehrere winterfeste Paddocks und 11 Hektar Weideland zur Verfügung.

## Wegekreuze

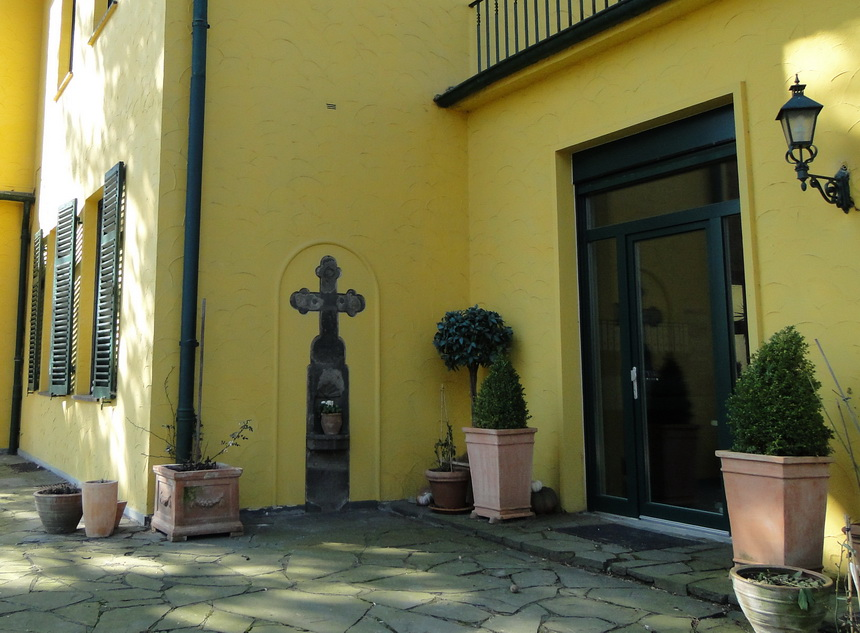
Ein Wegekreuz in der Hauswand des 1936 errichteten Gutshauses, 2012

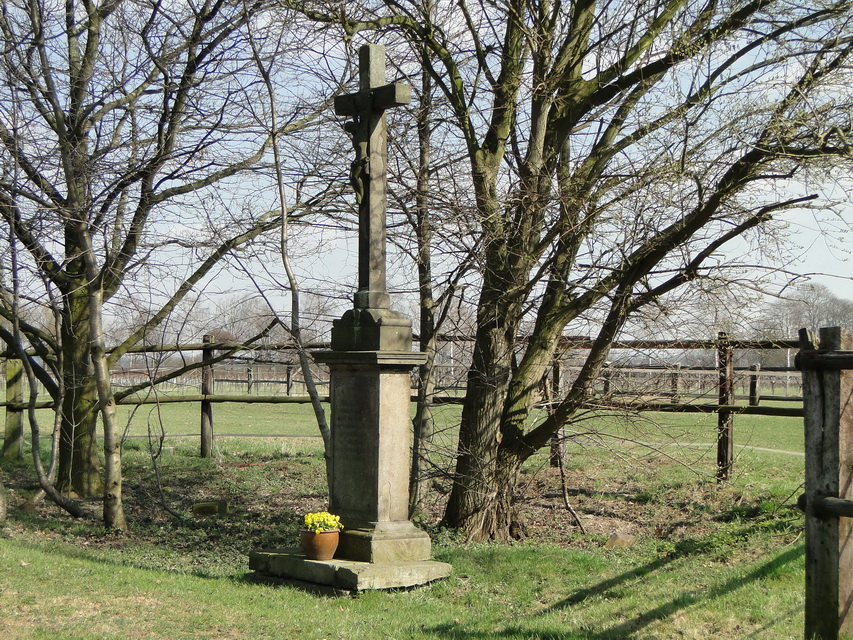
Das Richarz-Kreuz gegenüber der Einfahrt zum Gutshof, 2012

Auf bzw. an dem Hofgelände stehen zwei steinerne Wegekreuze. Auf dem denkmalgeschützten Richarzkreuz vom Ende des 19. Jahrhunderts am Straßenrand gegenüber der Hofeinfahrt ist vermerkt:

„Andenken an Michael Lichtenberg Eigenthümer vom Ettenhausener Hof geb. 1766, gest. 1841

gewidmet von seiner zweiten Frau Gertrud Richarz und seinen Kindern Peter Margretha und Michael Lichtenberg“

Ein Kreuz aus dem 19. Jahrhundert wurde in eine Seitenwand des 1936 errichteten Gutshauses eingemauert.